# Réacteur à neutrons rapides
Pour les articles homonymes, voir RNR.
Un réacteur à neutrons rapides (RNR, en anglais fast-neutron reactor ou fast breeder reactor, FBR) est un réacteur nucléaire qui utilise des neutrons rapides, par opposition aux neutrons thermiques.
Sous la forme de réacteurs électrogènes basés sur la production de vapeur, le caloporteur utilisé est le sodium liquide, permettant aux neutrons de garder une énergie importante. Depuis 2001, la recherche sur les réacteurs à neutrons rapides est coordonnée dans le cadre du Forum international Génération IV.
En 2020, trois réacteurs à neutrons rapides alimentent un réseau électrique : les réacteurs russes Beloyarsk-3 (BN-600) et Beloyarsk-4 (BN-800) et le CEFR chinois. Un réacteur s'approche de la phase opérationnelle, le PFBR à Kalpakkam, en Inde, et un autre est en construction en Chine, le CFR-600. Huit sont à l'arrêt définitif.

## Conception

### Stratégies d'utilisation des neutrons rapides
Les neutrons émis lors de la fission d'un actinide (comme l'uranium, le thorium ou le plutonium) ont initialement une vitesse élevée qui limite la probabilité qu'ils interagissent avec la matière fissile et conduisent à une réaction en chaîne.
Une première solution est de les ralentir (« thermaliser ») par un modérateur (eau, graphite ou eau lourde) qui leur fait perdre leur énergie cinétique par chocs successifs. Ils sont alors appelés neutrons thermiques, « permettant une réaction en chaîne efficace et donc un meilleur rendement du réacteur pour l’uranium 235 dont la probabilité de fission par neutrons thermiques est élevée ». C'est cette solution qui est utilisée dans les réacteurs actuels (de types REP, REB...).
L'autre solution est de choisir délibérément de ne pas incorporer de modérateur. On a alors des neutrons rapides, dont l'énergie est élevée. Ces neutrons rapides ont l'avantage de faire fissionner tous les noyaux lourds et non les seuls matériaux fissiles. L'utilisation de neutrons rapides limite également les captures stériles (c'est-à-dire les captures ne donnant pas lieu à une nouvelle fission), ce qui tend à améliorer l'efficacité du réacteur.
En revanche, le taux de fuite des neutrons hors du cœur (neutrons qui sont donc perdus pour le réacteur) est alors plus élevé et la probabilité de fission par neutrons rapides plus faible que dans un réacteur à neutrons thermiques. Il est donc nécessaire d'avoir un cœur plus enrichi en matériau fissile. Par ailleurs, des matériaux fertiles peuvent être disposés en périphérie du cœur (on parle de « couverture fertile ») de manière à utiliser les neutrons de fuite. C'est le principe de la surgénération : récupérer les neutrons sortants pour transmuter un matériau a priori inutilisable (fertile mais non fissile) en matériau fissile. Les RNR correspondent à trois des six types de réacteurs nucléaires de génération IV.

### Architecture
Les réacteurs à métal liquide peuvent être de type piscine ou de type boucle. L'architecture piscine permet de maintenir en permanence le caloporteur du circuit primaire au sein de la cuve principale (les pompes primaires et les échangeurs intermédiaires sont plongés dans la cuve principale), alors que les réacteurs à boucles utilisent des pompes primaires et des tuyauteries à l'extérieur de la cuve et des échangeurs externes.
En 2007, tous les RNR en fonctionnement sont conçus avec un circuit de refroidissement par du sodium liquide. C'est la filière des réacteurs nucléaires à neutrons rapides et à caloporteur sodium. Bien qu'inflammable au contact de l'air, corrosif et réagissant violemment au contact de l'eau, le sodium est privilégié pour les raisons suivantes :
- à la différence de l'eau, il freine peu les neutrons et les capture peu. La masse atomique du sodium est de 23,
  - supérieure à celle de l'oxygène du combustible oxyde (16) et de l'eau,
  - très supérieure à celle de l'hydrogène de l'eau (1)
- capacité calorifique massique importante 1 230 J/(kg⋅K) contre 4 180 J/(kg⋅K) pour l'eau
- conductivité thermique élevée = 141 W/(m⋅K) contre 0,6 W/(m⋅K) pour l'eau
- point de fusion bas (97,80 °C).

D'autres caloporteurs métalliques sont étudiés, par exemple l'alliage Pb-Bi ou le plomb[réf. nécessaire].

### Risque sodium
Dans les réacteurs à neutrons rapides à caloporteur sodium (RNR-Na), le sodium liquide peut s'enflammer au contact de l'air, désagréger le béton et engendrer une explosion au contact de l'eau. C'est ce qui s'est produit lors de l'incendie qui est survenu dans le réacteur de Monju (Japon) en décembre 1995.
Pour éviter le risque de réaction sodium / eau, on adopte plusieurs précautions :
- adjonction d'un circuit de refroidissement supplémentaire, appelé circuit secondaire ou intermédiaire, destiné à éliminer la possibilité de contact entre le sodium primaire, radioactif, et l'eau du circuit eau/vapeur ;
- mesures en sortie des générateurs de vapeur d'éventuelles traces de dihydrogène dans le sodium, produit par la réaction entre le sodium et l'eau qui aurait traversé les tubes du générateur de vapeur.

Pour limiter les conséquences d'inflammation au contact de l'air :
- surveillance systématique des risques de fissures sur les canalisations du circuit secondaire ;
- détection de présence de sodium fuyard au contact des tuyauteries ;
- inertage des locaux dans lesquels circulent les tuyauteries, avec de l'azote.

## Aspects économiques

### Point de vue des États et des scientifiques
La filière s'est développée à l'origine dans le but de réduire le coût de production du combustible utilisé dans les centrales, en évitant l'étape de l'enrichissement de l'uranium, et parce que l'on craignait dans les années 1960 une pénurie des réserves d'uranium. La justification économique du réacteur à neutrons rapides vient surtout de sa capacité à générer ou régénérer du plutonium en plus de l'énergie produite, ce plutonium pouvant ensuite être en partie réutilisé dans le réacteur, recyclé en plutonium militaire, ou transformé en combustible MOX (mélange d'uranium et de plutonium).
Cependant la rentabilité de la filière MOX issue de la surgénération a, par exemple, été contestée par l'Académie des sciences des États-Unis. Elle a en effet estimé, en 1995, que celle-ci n'était pas rentable au prix du marché de l'uranium. En 2001, la surgénération a d'ailleurs été arrêtée aux États-Unis,. La filière MOX issue du traitement du combustible nucléaire usé des centrales classiques est par contre en développement dans le même pays puisqu'un centre de production doit ouvrir en 2016 à Savannah River. Une commission d'enquête du parlement français, sur les coûts du nucléaire a conclu en 2014, qu'elle avait une grande difficulté à évaluer l'intérêt économique du MOX par rapport au simple stockage des déchets, mais que dans le meilleur des cas « il ne revenait pas plus cher de stocker directement le combustible usé que de le retraiter », la filière MOX impliquant des risques supérieurs.
En France, le réacteur à neutrons rapides a été conçu dans l'optique d'utiliser le plutonium militaire dans des réacteurs civils. L'arrêt du réacteur Superphénix a conduit à développer une filière MOX pour alimenter, d'une part, certains réacteurs de la filière REP française qui ont été adaptés afin de pouvoir utiliser ce type de combustible (22 réacteurs sur 58 réacteurs en 2013), d'autre part les centrales les plus récentes comme l'EPR, qui par conception pourra aussi fonctionner uniquement avec du combustible MOX. Ce combustible a l'inconvénient de produire plus de déchets long termes que le plutonium dans un réacteur à neutron rapide, qui en fin de cycle ne produit que du plomb.
La technologie est mise en avant pour sa capacité potentielle à recycler les déchets à vie longue, capacité qui doit être testée à partir de 2024 dans la centrale russe BN-800.
Elle est aussi présentée comme  une filière d'entrée possible pour l'utilisation du thorium comme combustible nucléaire. Des procédés concurrents sont potentiellement beaucoup moins risqués, avec[C'est-à-dire ?] la production d'uranium U233 fertile à partir du thorium, décrit par le physicien Carlo Rubbia, ou l'utilisation de plutonium associé au thorium, comme dans le cas du réacteur nucléaire de Shippingport, ou des réacteurs de type CANDU,.

### Point de vue des militants anti-nucléaires
Les opposants aux surgénérateurs soulignent qu'il faut environ 20–30 ans pour arriver à doubler la quantité de plutonium initialement apportée à un réacteur à neutrons rapides (temps de doublement). Compte tenu de la décroissance des réserves d'uranium à partir de 2025, en l'état actuel des gisements connus, il faudrait remplacer progressivement le parc de réacteurs à eau pressurisée par un parc de surgénérateurs, pour disposer d'assez de combustible plutonium. En effet, seules dix tonnes de plutonium sont produites chaque année par les centrales françaises de la filière traditionnelle. La rentabilité à long terme apparaît incertaine, en particulier à cause d'une technicité importante liée à la gestion de risques plus significatifs, que pour la filière traditionnelle. Ainsi, à titre d'exemple, le démantèlement de Superphénix est prévu à ce jour pour durer 31 ans, tandis que pour le démantèlement d'une centrale ordinaire, les travaux principaux prennent une vingtaine d'années, alors que tous les déchets ne peuvent pas être démontés avant au moins une cinquantaine d'années[réf. nécessaire].

## Expérimentations mondiales
À ce jour (février 2020), trois réacteurs à neutrons rapides alimentent un réseau électrique : les réacteurs russes Beloyarsk-3 (BN-600, de 560 MWe) et Beloyarsk-4 (BN-800, de 820 MWe), et le CEFR chinois (20 MWe), près de Pékin.
Deux RNR sont en construction, en février 2020. L'un s'approche de la phase opérationnelle, le PFBR indien (470 MWe) à Kalpakkam,,. L'autre est construit par la Chine, démonstrateur de type CFR-600.
Huit autres réacteurs rapides sont à l'arrêt définitif, aux États-Unis, au Royaume-Uni, en France, en Allemagne, au Kazakhstan et au Japon.
Ce type de réacteur nucléaire fait partie des filières examinées par le Forum international Generation IV dans le but de concevoir les réacteurs nucléaires futurs.

### Allemagne
- KNK II (Kompakt Natriumgekühlte Kernreaktoranlage), mis en service en 1978 ;
- SNR 300 (Schneller Natriumgekühlter Reaktor), un RNR-Na est construit en 1973 à Kalkar en Basse-Rhénanie. Après de nombreuses protestations, il n'est pas mis en service comme prévu en 1987.

### Belgique
- MYRRHA, projet de réacteur rapide refroidi au plomb liquide piloté par le SCK-CEN.

### Chine
Le réacteur à neutrons rapides expérimental chinois (CEFR), prototype chinois de RNR, a été construit par les russes OKBM Afrikantov, OKB Gidopress, Nikiet et l'Institut Kurchatov près de Pékin. Ce premier réacteur expérimental chinois à neutrons rapides de quatrième génération fournit une puissance électrique de 20 MWe (65 MWth). Il a effectué sa première divergence le 21 juillet 2010 et a été couplé au réseau le 21 juillet 2011.
Deux réacteurs de type BN-800 russe devaient être construits par la Russie dans la ville de Sanming,, dans le cadre d'un partenariat conclu en 2009, et mis en service après 2020. Des désaccords sur les coûts et transferts de technologie ont finalement décidé la Chine à capitaliser sur l'expérience du CEFR pour concevoir et construire son propre modèle de RNR,.
Ainsi, la CNNC a annoncé fin décembre 2017 le début de la construction d'un démonstrateur de 600 MWe conçu par l'Institut chinois de l'énergie atomique, le CFR-600, à Xiapu, dans la province de Fujian. Pourraient suivre un second exemplaire, un troisième à très haute température, et quatre autres à neutrons thermiques.
Un modèle commercial de puissance encore supérieure, le CFR-1000, est en phase de conception et pourrait voir un premier chantier débuter en 2028, pour produire 1 000 à 1 200 MWe en 2034,. Enfin, le modèle CFR-1200 est envisagé dans le cadre du forum international Génération IV.
CNNC a également annoncé en octobre 2017 la création d'une coentreprise avec l'américain TerraPower, entreprise créée en 2006 et financée par Bill Gates, qui projette de commercialiser une technologie de réacteur à onde progressive (TWR, travelling wave reactor),.

### États-Unis
- Clementine, réacteur expérimental RNR-Hg, mis en service en 1946 ;
- Experimental Breeder Reactor I (EBR I), réacteur expérimental, mis en service en 1951 ;
- Experimental Breeder Reactor II (EBR II) réacteur expérimental, mis en service en 1963 ;
- Centrale nucléaire Enrico Fermi (EFFBR 1, Enrico Fermi Fast Breeder Reactor), mis en service en 1963 ;
- Southwest Experimental Fast Oxide Reactor (SEFOR), mis en service en 1969 ;
- Fast Flux Test Facility (en) (FFTF), mis en service en 1980 ;
- Integral Fast Reactor (en), projet annulé en 1994 ;
- EBR III, projet de réacteur expérimental à neutrons rapides à caloporteur protoxyde d'azote supercritique type RNR-Sc.

### France
Prototypes expérimentaux :
- Rachel, mis en service en 1961 ;

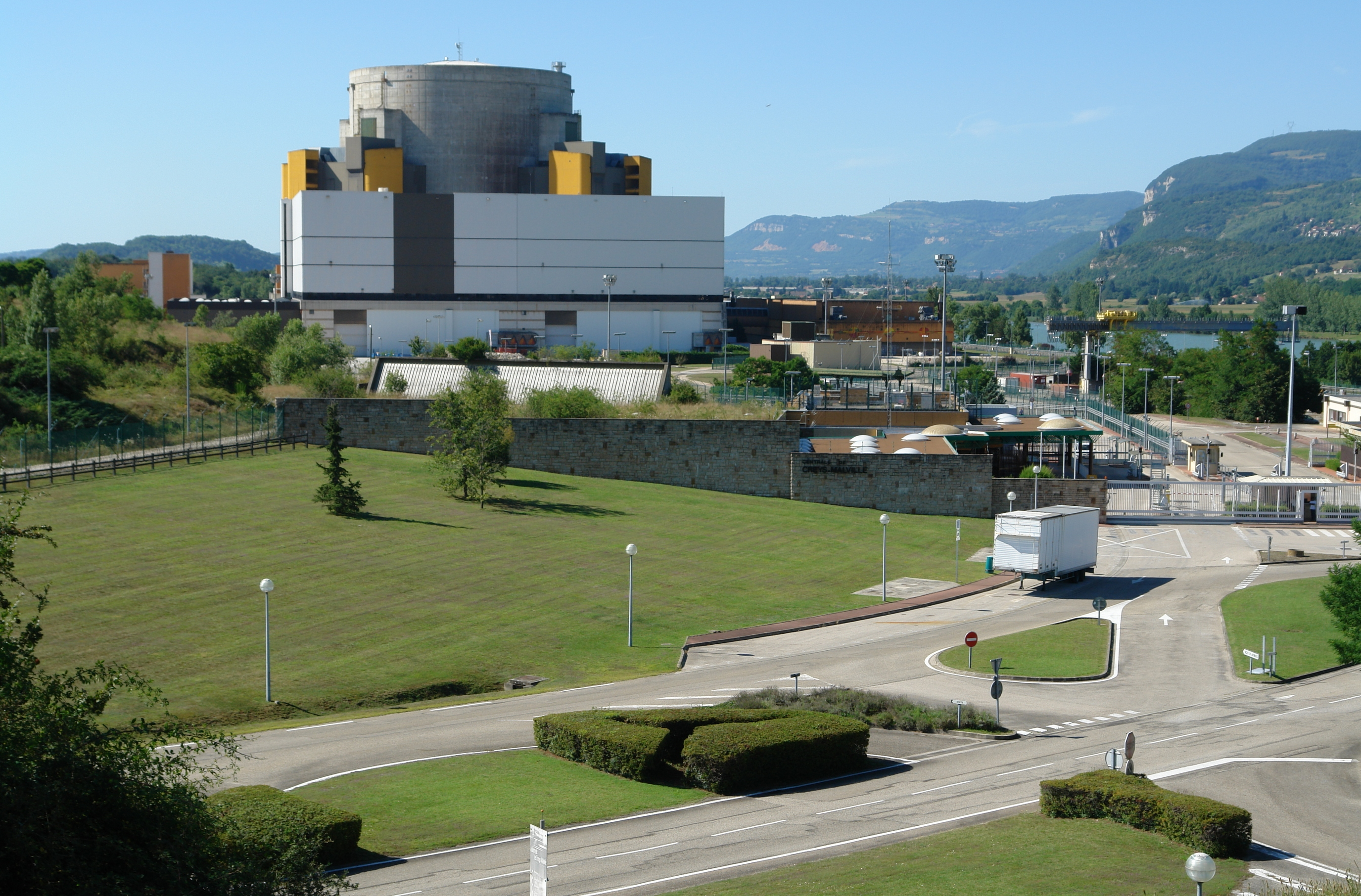
Superphénix.

- Harmonie, mis en service en 1965 ;
- Masurca, mis en service en 1966.

La France a construit trois réacteurs à neutrons rapides dans la filière des réacteurs rapides à caloporteur sodium :
- Rapsodie, réacteur expérimental, en service de 1967 à 1983, en phase de démantèlement ;
- Phénix, réacteur de démonstration. La production d'électricité a été arrêtée en septembre 2009, il a ensuite servi de laboratoire expérimental d'avril 2009 à janvier 2010, jusqu'à son arrêt définitif le 1er février 2010 ;
- Superphénix, réacteur tête de série, arrêté définitivement en 1996 sur décision politique. Depuis, le réacteur est en cours de démantèlement.

ASTRID est un projet français de nouveau prototype de réacteur rapide à caloporteur sodium de 4e génération. Ce projet piloté par le CEA, d'une puissance de 600 MWe et dont la mise en service devait débuter en 2020 ; il est suspendu en 2019, au moins jusqu'à la « deuxième moitié du siècle ». En juillet 2021, l’Office parlementaire d'évaluation des choix scientifiques et technologiques (OPECST) évalue les conséquences de l’abandon du projet Astrid. Les auteurs du rapport parlementaire « proposent de refonder une stratégie de recherche sur le nucléaire avancé, au travers d’un projet ou d’une proposition de loi programmatique qui serait l’occasion d’un large débat au sein du Parlement ».

### Inde
- FBTR (Fast Breeder Test Reactor (en)), d’une puissance de 13 MWe, inspiré de Rapsodie, a été mis en service en 1985 sur le site de la centrale nucléaire de Madras située près de la ville de Kalpakkam.
- PFBR (Prototype Fast Breeder Reactor), d’une puissance de 470 MWe[46], devrait être mis en service sur le même site en 2012[47].

### Italie
- PEC (Prove Esperimenti Combustibile), à Brasimone, abandonné en cours de construction (1972-1987)[48],[49].

### Japon
- Jōyō, mis en service en 1977, arrêté temporairement en 2007 ;
- Monju, mis en service en 1994, abandonné fin 2016 ;
- DFBR, projet remplacé par FBR puis JSFR
- JSFR, projet de réacteur à neutrons rapides de 1 500 MWe[50]

### Royaume-Uni
Le site de Dounreay, à l'extrême nord de l'Écosse, a abrité deux prototypes de réacteurs à neutrons rapides :
- DFR (Dounreay Fast Reactor) qui a divergé juste après en 1959. D'une puissance électrique de 14 MWe, ce réacteur a cessé de fonctionner en 1977. Il était refroidi par un alliage de sodium et de potassium liquide.
- PFR (Prototype Fast Reactor) qui a divergé près de vingt ans plus tard en 1974 et fonctionné jusqu'en 1994. Ce réacteur était refroidi au sodium liquide et alimenté en combustible MOX

Le site de Dounreay appartient depuis 2004 au NDA. Son démantèlement est assuré par Dounreay Site Restauration Limited sous le contrôle de l'autorité de l'énergie atomique du Royaume-Uni (UKAEA). Son démantèlement fait partie de la priorité numéro deux du NDA, après le site de Sellafield.
Sur ce site se trouve également le Dounreay Materials Test Reactor (en) (DMTR), un réacteur de recherche du type DIDO, qui a divergé pour la première fois en 1958. Son objectif premier était de faire des tests de comportement des matériaux sous haut flux d'irradiation neutronique. Il a été arrêté en 1969.

### Russie / Union soviétique

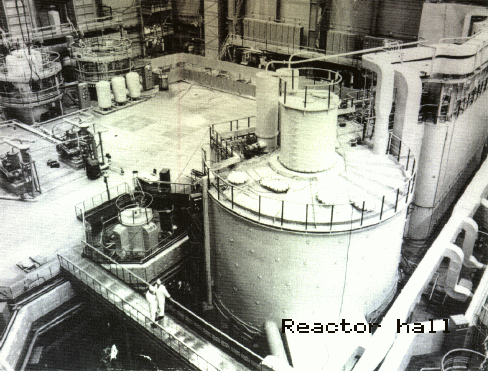
Bâtiment réacteur du BN-350.

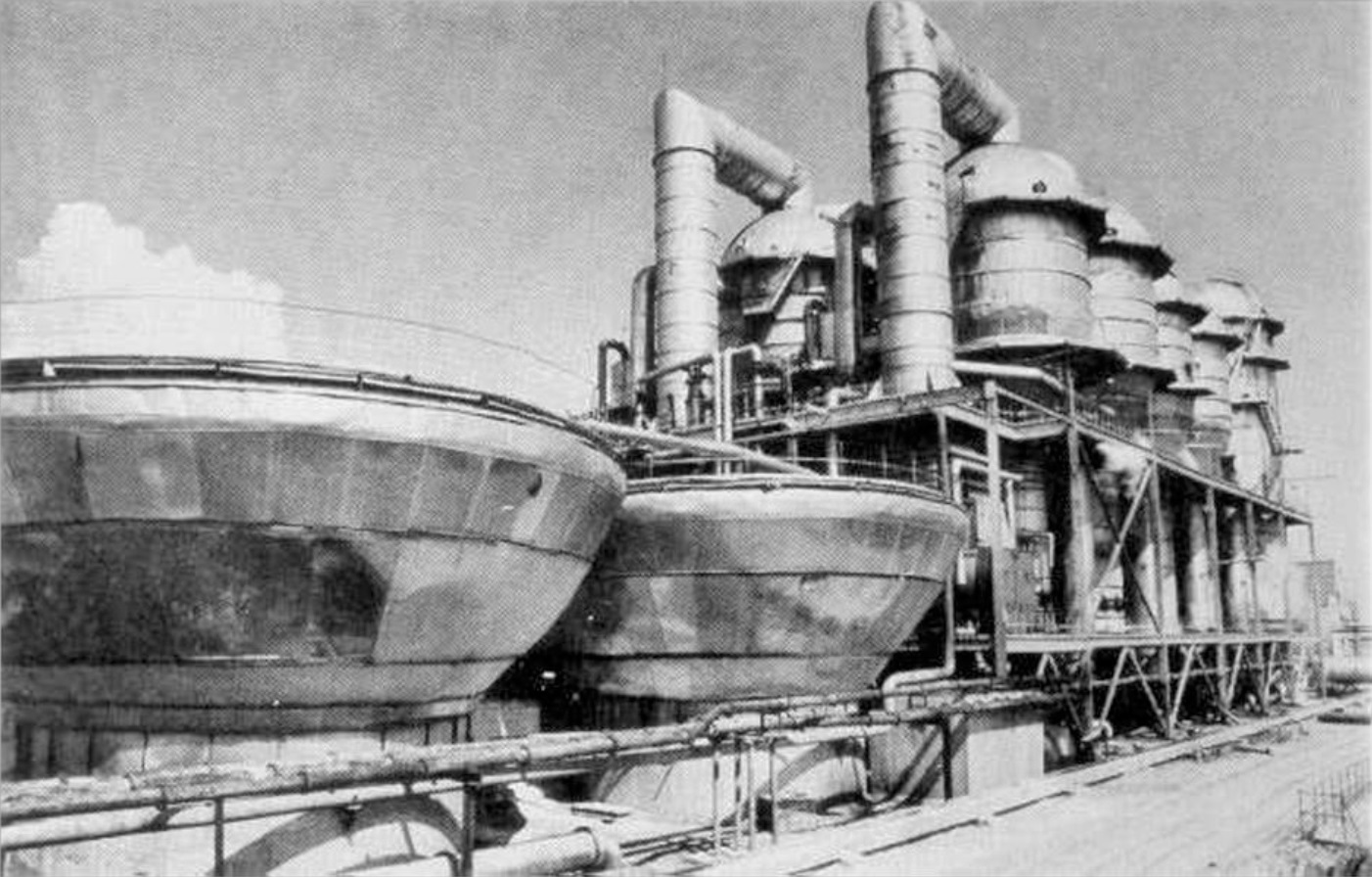
Unité de dessalement associée.

En Russie, le réacteur de 600 MWe BN-600 fonctionne depuis 1980 à la centrale nucléaire de Beloïarsk. Le réacteur BN-800, reprenant la même technologie mais de 800 MWe, fonctionne depuis 2016.
- BR-2, mis en service en 1956, arrêté en 1958 ;
- BR-5 (BR-10), RNR-Na mis en service en 1958, arrêté en 2002 ;
- BOR-10, mis en service en 1969 ;
- BN-350, situé à Aktaou (auparavant Shevchenko de 1964 à 1992), Kazakhstan, sur les rives de la mer Caspienne. Ce réacteur rapide surrégénérateur est mis en service en 1973 et arrêté en 1999. En plus de produire de l'électricité pour la ville voisine (150 MW), il produisait du plutonium (surgénération du combustible) et de l'eau potable par dessalement (120 000 m3/jour).
- BN-600, RNR-Na de puissance (600 MWe), en fonctionnement à la centrale nucléaire de Beloïarsk depuis 1980.
- BN-800, RNR-Na de puissance (800 MWe), sur le site de la centrale nucléaire de Beloïarsk, en opération commerciale depuis 2016[52],[53].
- BN-1200 (en), projet d'un RNR à caloporteur sodium de grande puissance, dont les projets de construction, en février 2020, ne sont pas concrétisés[37],[54].
- BOR-60, refroidi au sodium, dont la durée de fonctionnement doit être prolongée jusqu’en 2015[53]
- Brest-300, projet d'un RNR à caloporteur plomb de grande puissance.

Ce type de réacteur a aussi été utilisé dans des générateurs thermoélectriques BES-5, utilisés pour alimenter en énergie, des satellites militaires soviétiques US-A lancés entre 1970 et 1988.